# Mohammad Chaybani
 (octobre 2019).
Si vous disposez d'ouvrages ou d'articles de référence ou si vous connaissez des sites web de qualité traitant du thème abordé ici, merci de compléter l'article en donnant les références utiles à sa vérifiabilité et en les liant à la section « Notes et références ».
Mohammad Chaybani ou Shaybânî ou Mohammed Sheibani, né vers 1451 et mort en 1510, petit-fils et successeur d'Abu-l-Khayr après un interrègne de 32 ans, fut le deuxième souverain de la dynastie turco-mongole des Chaybanides de l'actuel Ouzbékistan (ancien Boukharie), et régna de 1500 à 1510.

## Biographie
Ses origines quelque peu légendaires en font à la fois un Genghiskhanide et un descendant d'un homonyme, fondateur de sa dynastie, qui aurait converti sa tribu à l'islam dès le XIIIe siècle. Il est né dans la région de Sighnak (en), sur le Syr-Daria inférieur. Il doit d'abord restaurer la puissance de son grand-père dans sa région natale.
Vers 1495-1496, Chaybani Khan guerroie en Transoxiane, où se sont installées diverses tribus issues de la Horde d'or, puis contre l'extension de l'Empire moghol (Babur prend Samarcande en 1497). Profitant de la révolte des tribus du Ferghana, il prend Samarcande en 1500 (il la perd un temps au profit de Babur, mais la reprend dès 1501), puis Khiva en 1505, Boukhara (où il transfère sa capitale) et peut-être brièvement Hérat (ville de l'actuel Afghanistan, ancienne capitale  des derniers sultans timourides) où il renverse en 1507 Badi az-Zaman, fils de Husayn Bayqara, le dernier des Timourides. 
Il constitue ainsi en quelques années un vaste empire ouzbek qui s'étend sur les villes de Hérat, Merv, et Machhad dans l'est du Khorassan, ; sur Boukhara, Samarcande et Tachkent en Transoxiane ; sur Khiva et Ourguentch au  Khwarezm. En 1510, son armée est battue à Merv par le Chah séfévide Ismaïl Ier et il est tué au combat. Son crâne, incrusté de pierres précieuses, servit, dit-on, de coupe à boire à son vainqueur. Son oncle Köchkunju lui succéda. Les Chaybanides se maintiennent encore pendant presque un siècle dans la région face aux Séfévides.
Mohammad Shaybânî est décrit comme un mécène, protecteur des arts et poète capable de composer en turc et en persan. C'est sous son règne que commence à se développer l'historiographie en langue tchaghataï probablement sous l'influence de la culture persane. Mohammad et ses successeurs font construire des madrasas, développent les waqfs (fondations pieuses) et s'entourent d'intellectuels religieux, oulémas et soufis. Mohammad est un musulman sunnite de l'école juridique hanéfite et à la différence de ses prédécesseurs khans de la Horde d'or il crée un État fondé sur les règles du sunnisme hanéfite, contrastant avec le chiisme duodécimain des Séfévides.